# Helmut Brandstätter

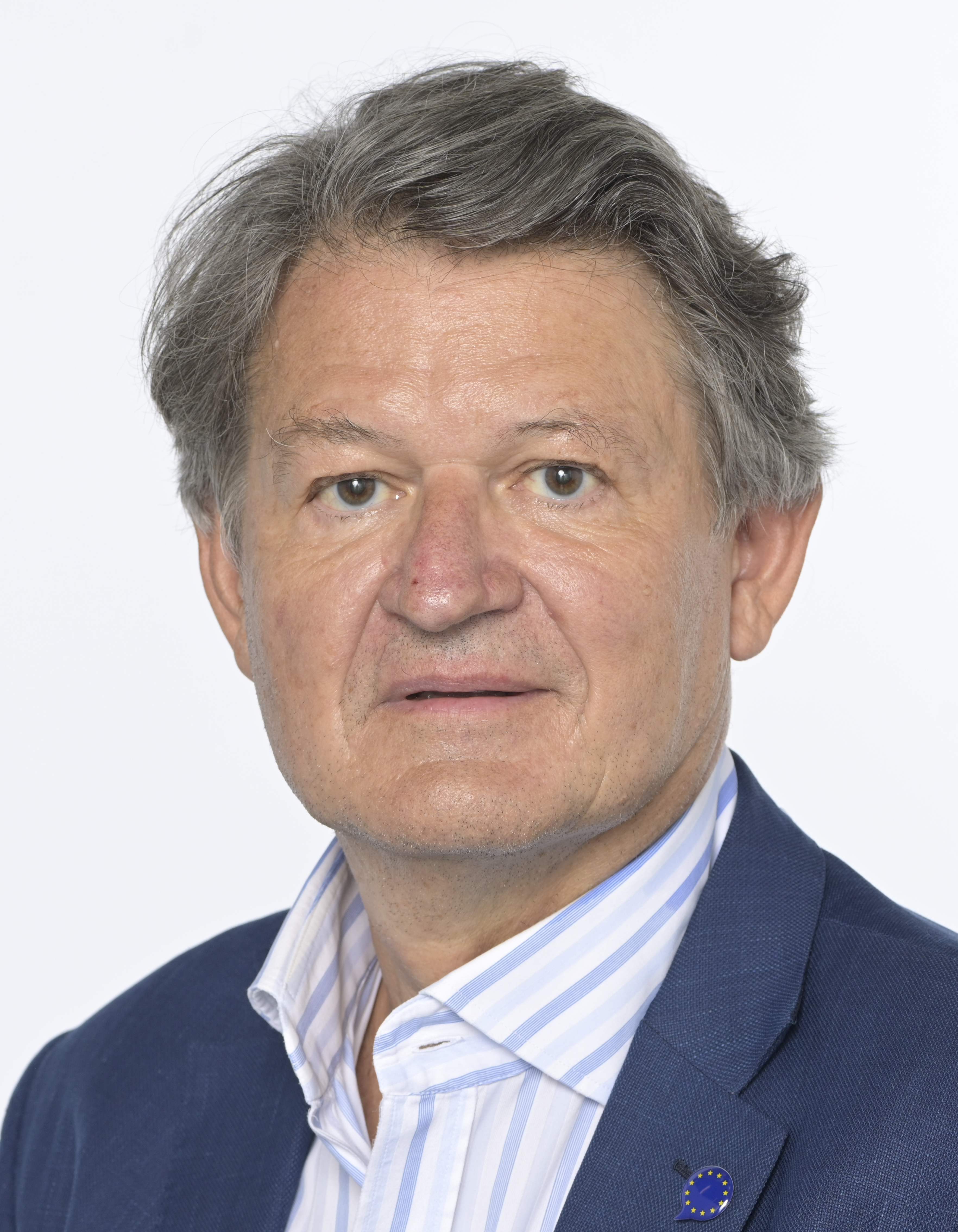
Helmut Brandstätter (2024)

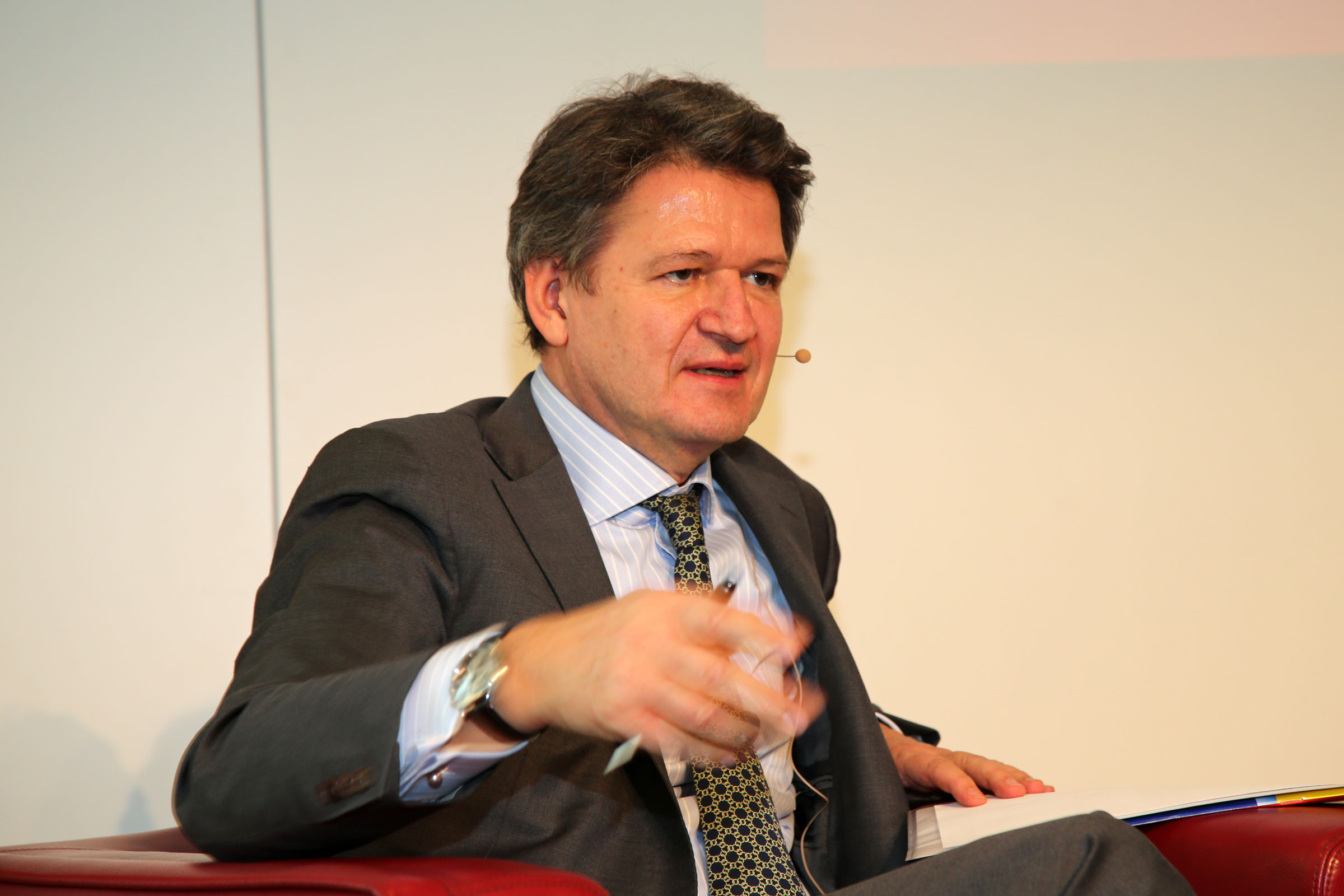
Helmut Brandstätter (2015)

Helmut Brandstätter (* 24. April 1955 in Wien) ist ein österreichischer Politiker (NEOS) und ehemaliger Journalist. Er war von 1997 bis 2003 Geschäftsführer und Chefredakteur des Nachrichtensenders n-tv in Berlin und vom 1. August 2010 bis 1. Oktober 2018 Chefredakteur der österreichischen Tageszeitung Kurier sowie von 2013 bis 2019 auch deren Herausgeber. Bei der Nationalratswahl 2019 kandidierte Brandstätter für die NEOS auf dem zweiten Listenplatz und war ab Oktober 2019 Abgeordneter zum Nationalrat. Er war NEOS-Spitzenkandidat bei der Europawahl 2024 und ist seit dem 16. Juli 2024 Mitglied des Europäischen Parlaments.

## Leben und Familie
Helmut Brandstätter ist Sohn des Agrarpolitikers Ernst Brandstätter (1920–1992), Generalsekretär der Präsidentenkonferenz der Landwirtschaftskammern Österreichs.
Nach eigenen Angaben wuchs Brandstätter im Wiener Bezirk Mariahilf auf, besuchte die Volksschule aber im Bezirk Rudolfsheim-Fünfhaus. 1963, „mit acht Jahren“, sei die Familie nach Perchtoldsdorf bei Wien gezogen. Mit zehn Jahren trat er in das Knabenseminar in Sachsenbrunn ein. Drei Jahre danach trat er ins Bundesgymnasium XIII in Wien-Hietzing über, wo er 1973 maturierte.
Er studierte Rechtswissenschaften an der Universität Wien, wo er auch Vorsitzender der dortigen Hochschülerschaft für die ÖVP-nahe Österreichischen Studentenunion war und zum Dr. iur. promovierte.
Brandstätter ist in zweiter Ehe mit der ORF-Journalistin Patricia Pawlicki verheiratet und lebt in Wien. Er hat zwei Kinder aus erster Ehe und ein Kind aus zweiter Ehe.

## Karriere als Journalist
Im Jahr 1982 startete er in der Auslandsredaktion des ORF, wurde 1982 ORF-Korrespondent in Bonn und verantwortete 1986 den Aufbau des ORF-Studios in Brüssel. 1991 wurde er unter Generalintendant Gerd Bacher Leiter der Hauptabteilung Politik und Zeitgeschehen. 1995, unter Generalintendant Gerhard Zeiler, verantwortete und moderierte er den ORF-Report.
1997 ging Brandstätter als Geschäftsführer und Chefredakteur des Nachrichtensenders n-tv nach Berlin, kehrte 2003 als Geschäftsführer und 10-%-Anteilseigentümer des neu gegründeten Regionalsenders Puls TV nach Österreich zurück und trat dort auch wieder als Moderator auf. 2005 schied er aus Puls TV aus und war freiberuflich als Unternehmensberater, Veranstaltungsmoderator und Werbe-Testimonial tätig. 2008 erschien sein Buch Hör.Mir.Zu.
Am 1. August 2010 wurde Brandstätter Nachfolger Christoph Kotankos als Chefredakteur der Tageszeitung Kurier. Seine Mehrheitsanteile von 51 Prozent an dem von ihm 2005 gegründeten Unternehmen Brandstätter Business Communications, einer Agentur für Kommunikation und Coaching, werde er verkaufen. Ab 2013 war Brandstätter auch als Herausgeber der Tageszeitung Kurier tätig. Anfang September 2018 wurde Martina Salomon vom Aufsichtsrat zur neuen Chefredakteurin der Zeitung ab 1. Oktober 2018 bestellt. Im Juli 2019 verließ Brandstätter auf eigenen Wunsch den Kurier.

## Karriere als Politiker
Am 25. Juli 2019 gab Brandstätter seine Kandidatur auf der Liste der NEOS bei der Nationalratswahl bekannt. Am 23. Oktober 2019 zog er als Abgeordneter der XXVII. Gesetzgebungsperiode in den Nationalrat ein. 2023 wurde er NEOS-Parteimitglied. Für die Europawahl 2024 wurde er im Jänner 2024 zum NEOS-Spitzenkandidaten gewählt. Er ist in der 10. Legislaturperiode (2024–2029) des Europäischen Parlaments Mitglied im Ausschuss für auswärtige Angelegenheiten sowie stellvertretendes Mitglied im Ausschuss für konstitutionelle Fragen. Er ist Mitglied der Fraktion Renew Europe.

## Auszeichnungen
- 2019: Ari-Rath-Ehrenpreis[17][18]

## Audio
- Buchbesprechung: Helmut Brandstätter: „Heilung für eine verstörte Republik“ 6.11 Minuten, von Günter Kaindlstorfer, Deutschlandfunk Andruck – Das Magazin für Politische Literatur, 12. September 2022

## Publikationen (Auswahl)
- 2008: Hör. Mir. Zu. Drei Schritte ins Jahrtausend der Kommunikation, ecowin Verlag, Salzburg 2008, ISBN 978-3-902404-52-7.
- 2014: So kann Europa gelingen: Gespräche mit Werner Faymann, Sigmar Gabriel, Federica Mogherini, gemeinsam mit Margaretha Kopeinig, Kremayr & Scheriau, Wien 2014, ISBN 978-3-218-00967-6.
- 2019: Brandstätter vs. Brandstetter: Diskurs, gemeinsam mit Wolfgang Brandstetter, Kremayr & Scheriau, Wien 2019, ISBN 978-3-218-01128-0.
- 2019: Kurz & Kickl: Ihr Spiel mit Macht und Angst, Kremayr & Scheriau, Wien 2019, ISBN 978-3-218-01192-1.
- 2020: Letzter Weckruf für Europa, Kremayr & Scheriau, Wien 2020, ISBN 978-3-218-01223-2.
- 2022: Heilung für eine verstörte Republik, Kremayr & Scheriau, Wien 2022, ISBN 978-3-218-01363-5.

Als Herausgeber:
- Erlebtes Europa: 14 Menschen–3 Generationen–1 Kontinent, Kremayr & Scheriau, Wien 2024, ISBN 978-3-218-01418-2. Leseprobe